# Wonderful Christmastime
"Wonderful Christmastime" är en julsång från 1979, skriven och inspelad av Paul McCartney, som blivit popular världen över. Syntriffet spelades på en Yamaha CS-80. 1993 förlades den som bonusspår på återutgåvan av Wings album Back to the Egg.

## Listplaceringar
| Lista (1979-1980)  | Topplacering |
| ------------------ | ------------ |
| Belgien (Flandern) | 16           |
| Nederländerna      | 16           |
| Norge              | 7            |
| Storbritannien     | 7            |
| Sverige            | 4            |

### Fotnoter
1. ↑  ”Most Popular Christmas Songs”. 9 januari 2006. http://www.christmasmusic247.com/2006/01/09/most-popular-christmas-songs/. Läst 6 december 2009.
2. ↑  Stephen Thomas Erlewhine, "Paul McCartney/Wings Back to the Egg (Bonus Tracks)", Allmusic (läst 30 december 2012).
3. ↑  Listplacering, läst 25 december 2013
4. ↑  Listplacering, läst 25 december 2013
5. ↑  Listplacering, läst 25 december 2013
6. ↑  Listplacering, läst 25 december 2013
7. ↑  Listplacering, läst 25 december 2013 Arkiverad 27 december 2013 hämtat från the Wayback Machine.